# Trichostomum fragilifolium
Trichostomum fragilifolium är en bladmossart som beskrevs av Hugh Neville Dixon 1930. Trichostomum fragilifolium ingår i släktet lansettmossor, och familjen Pottiaceae. Inga underarter finns listade i Catalogue of Life.